# Пондокераса
Пондокераса (грч. Ποντοκερασιά) је насељено место у општини Кукуш у периферији Средишња Македонија, Грчка. Према попису из 2021. године било је 75 становника.
Према бугарском географу и историчару, Василу Канчову, у Пондокераси је 1900. године живело 710 Турака. Године 1924. турско становништво је принудно исељено у Турску а на њихово место су насељене грчке избегличке породице из Турске. На попису из 1928. године Пондокераса је имала 422 становника. Село се раније звало Папрат.